# Aumônerie (édifice)
Pour les articles homonymes, voir Aumônerie.

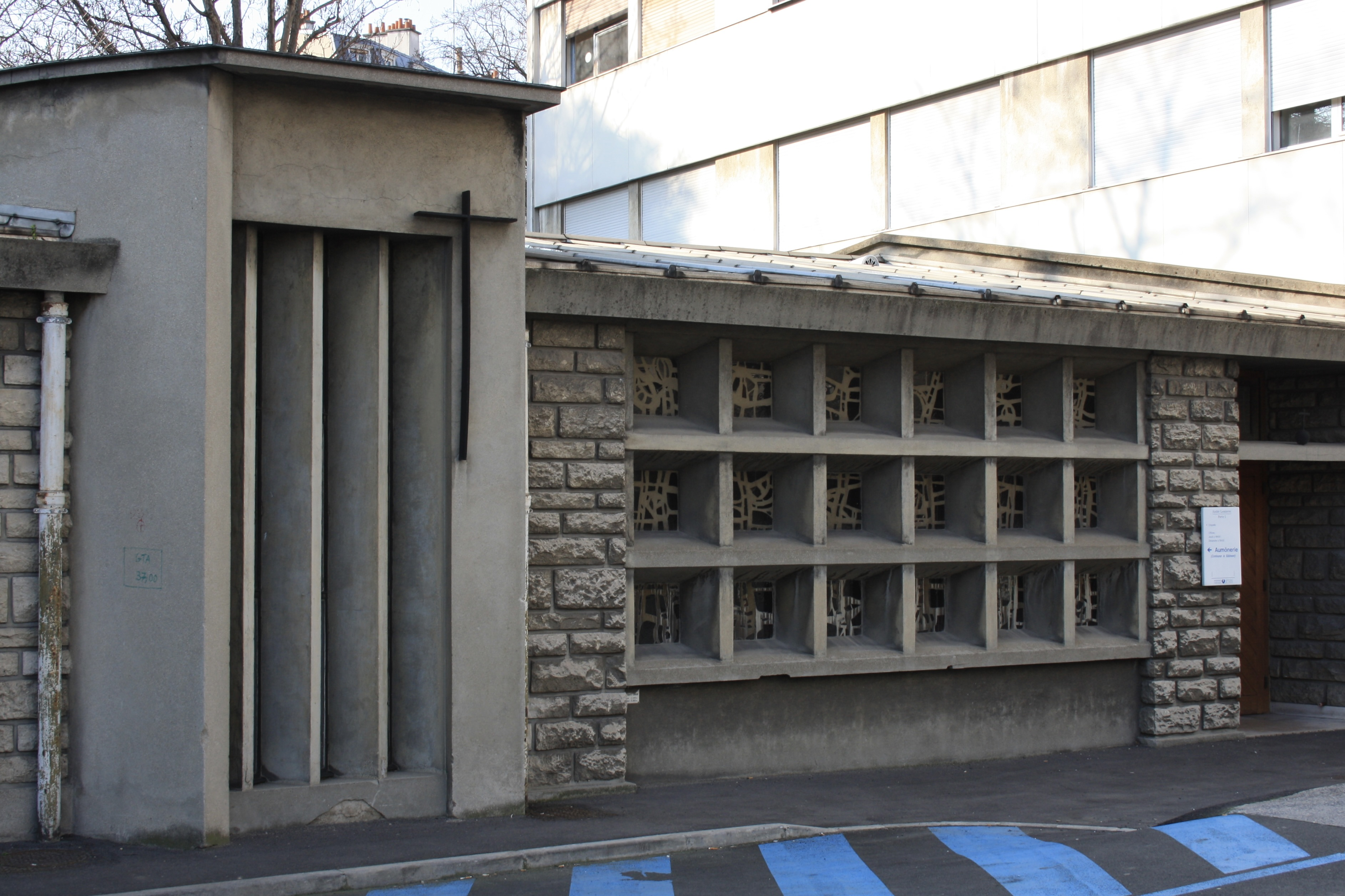
Aumônerie de l'hôpital Saint-Antoine dans le de Paris.

Une aumônerie, ou  maison de l'aumône, ou tout simplement aumône, est un édifice abritant les services d'une charge ecclésiastique du même nom exercée par un aumônier ou  le bâtiment d'une abbaye destiné à la distribution de l'aumône. 
Nombreuses à être implantées du XIIe au XVIIe siècle auprès des abbayes, des églises ou des fiefs laïques dans des bâtiments indépendants qui ont reçu d'autres fonctions par la suite, elles sont désormais installées entre les murs des institutions auprès desquelles les services de la charge ecclésiastique sont organisés (lycées, prisons, etc.). 
Des bâtiments disparus il subsiste des toponymes tels que des noms de rues ou de lieux-dits.

## Protection du patrimoine architectural

### Aumôneries protégées au titre des monuments historiques

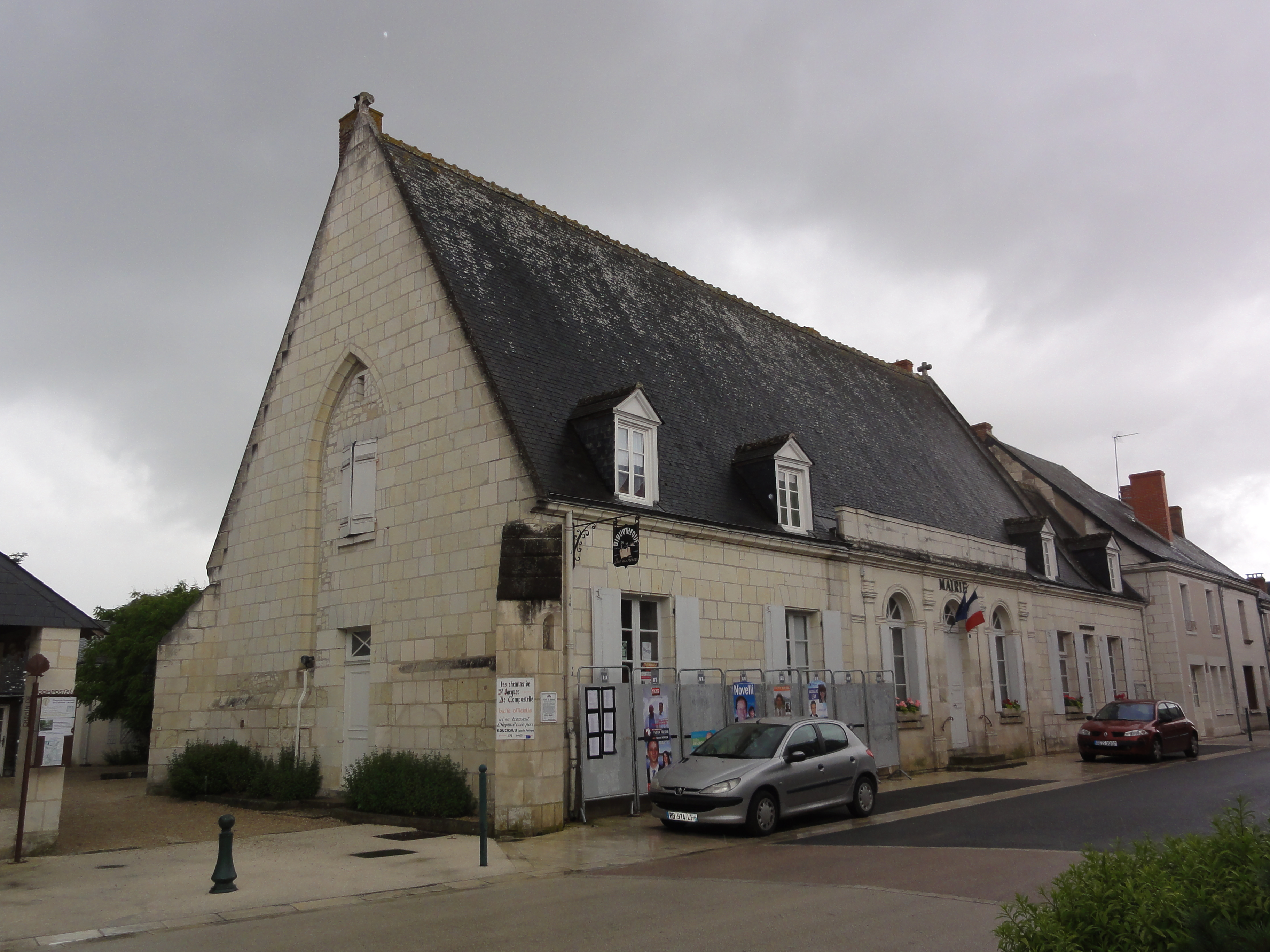
Ancienne aumônerie de Sainte-Catherine-de-Fierbois, actuellement occupée en partie par la mairie.

- Angers : ancienne aumône publique, XVIIe siècle, maison propriété d'une personne privée[2]
- Avignon : ancienne aumône générale, XVIIe siècle, ensemble immobilier privé[3]
- Narbonne : maison dite de l'Aumône, XVe siècle, aumônerie du chapitre Saint-Just, propriété d'une personne privée[4]
- Nazelles-Négron : ancienne aumônerie, XIIe et XVe siècles, relevait de l'abbaye de Marmoutier et du château d'Amboise, réunie à l'hôtel-Dieu d'Amboise en 1698[5]
- Sainte-Catherine-de-Fierbois : ancienne aumônerie, XVe siècle, construite en 1415 pour les pèlerins, occupée en partie par la mairie[6]
- Surgères : aumônerie Saint-Gilles, fin du XIe siècle, devenue chapelle des Minimes[7]
- Tours : ancienne aumônerie de Saint-Martin, XVe siècle, propriété d'une personne privée[8]

### Aumôneries inscrites à l'inventaire général du patrimoine culturel

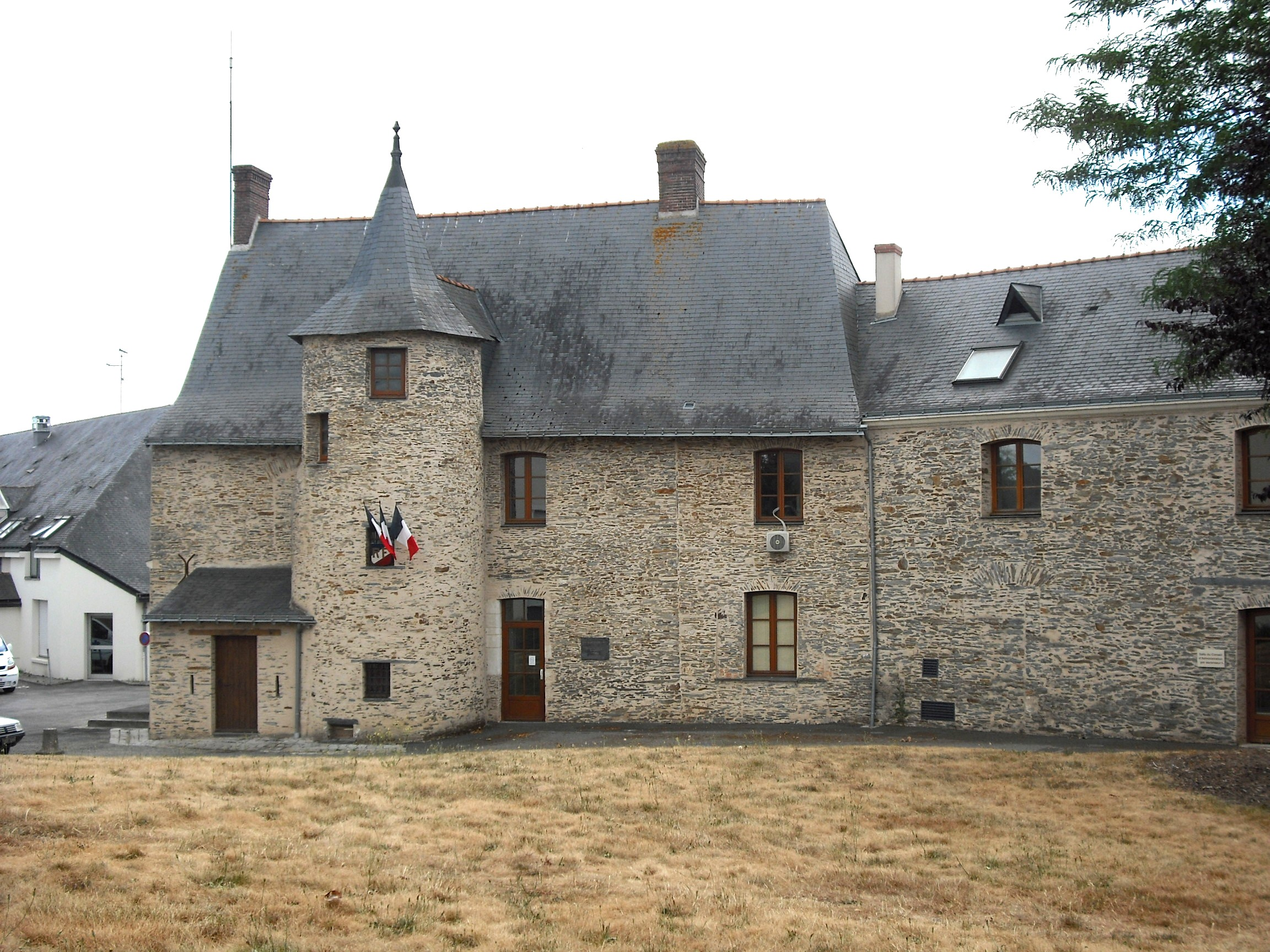
Ancienne aumônerie Saint-Jean de Candé, fondée au XIIe siècle.

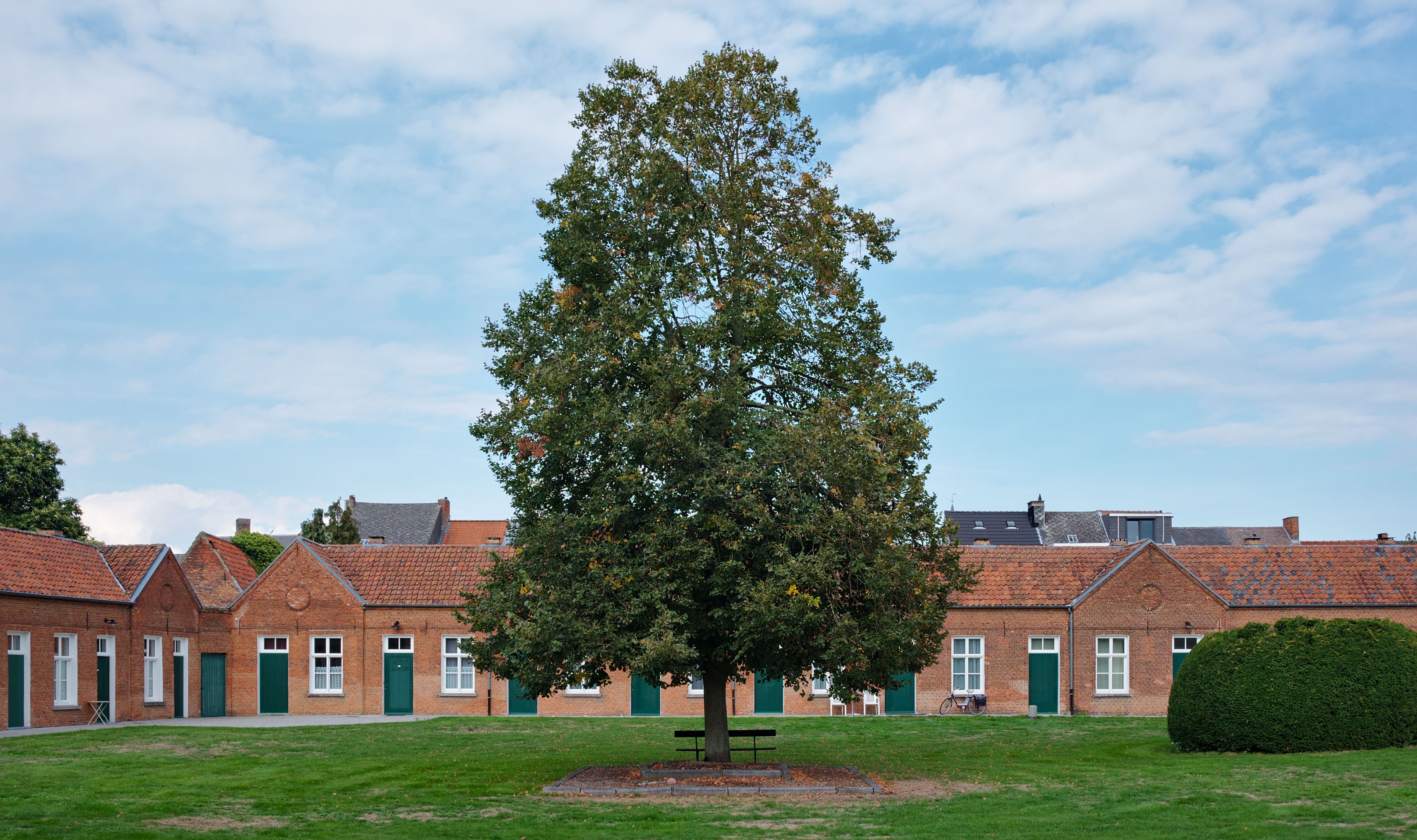
Aumônerie de Lierre (Belgique)

- Aix-les-Bains : aumônerie du Vieux Moulin, XXe siècle, salle de l'Association sociale de la paroisse Notre-Dame[9]
- Baugé : aumônerie des hospitaliers lazaristes de Saint-Michel, XIIIe siècle, construite en 1214, propriété privée[10]
- Bellemagny : aumônerie du couvent des bénédictines de l'adoration perpétuelle du Saint-Sacrement, XIXe siècle, devenue salle de musée[11]
- Blois : maison de l'Aumône, XIIe siècle, maison Dieu puis hôtel-Dieu, puis théâtre et école, détruit[12]
- Bressuire : aumônerie Saint-Jacques, XIIIe siècle, actuellement maison en propriété privée[13]
- Bressuire : aumônerie Saint-Lazare-de-Taillepied, XIIe siècle, dépendait de l'abbaye Notre-Dame de la Réau, détruite[14]
- Candé : aumônerie Saint-Jean, XIIe siècle, réunie à l'hôpital Saint-Joseph, devenu maison de retraite[15]
- Celles-sur-Belle : aumônerie de l'abbaye, Moyen Âge, restructurée en maison, propriété privée[16]
- Châteaugiron : aumônerie Saint-Nicolas et chapelle XVIe ou XVIIe siècle, devenue salle d'exposition[17]
- Chauvigny, aumônerie, avant le XVIIe siècle, devenue hôpital en 1695[18]
- Cognac : aumônerie Saint-Jacques, XIIe ou XIVe siècle, devenue hôpital, puis gendarmerie, puis école de garçons[19]
- Grignan : aumône XIIe siècle, maison de charité disparue, actuellement bibliothèque municipale[20]
- La Crèche : aumônerie de la Villedieu XVe siècle, maison, propriété privée[21]
- Laval : aumônerie de Monsieur Saint-Julien ou Maison-Dieu ou maladrerie Saint-Julien, XVIe siècle, devenu hôpital Saint-Julien, détruit[22]
- Lodève : aumônerie dite Aumône du Saint-Esprit, Moyen Âge, devenue cour d'école[23]
- Longué-Jumelles : aumônerie Sainte-Catherine, XVIe siècle, détruite[24]
- Mahalon : aumônerie des hospitaliers, XIIe siècle, remplacée par un manoir puis un presbytère[25]
- Mazières-sur-Béronne : aumônerie Saint-Nicolas, XIIIe siècle, démolie[26]
- Melle : aumônerie Notre-Dame-de-Fossemagne, XVe siècle, paroisse Saint-Pierre, vestiges, propriété privée[27]
- Mirebeau : aumônerie Saint-Jean, XIIe siècle, maison et dépendances municipales, propriété de la commune[28]
- Montfort-sur-Meu : aumônerie, XIXe siècle, lieu-dit l'Abbaye, propriété privée[29]
- Neuilly-sur-Seine : aumônerie dite Maison paroissiale, XXe siècle, actuellement intégrée dans un groupe scolaire privé[30]
- Passavant-sur-Layon : aumônerie Saint-Martin, XVIIIe siècle, vestige, propriété publique[31]
- Prailles : aumônerie Sainte-Marie-Madeleine de Saint-Maixent, XVe siècle, devenue une métairie, puis logement, propriété privée[32]
- Saint-Gervais-les-Trois-Clochers : aumônerie XVIIe siècle, vestiges attestés par le toponyme[33]
- Tigné : aumônerie Saint-Jean, XVIe siècle, réaménagée en maison, propriété privée[34]
- Tours : aumône du Saint-Esprit, XVe siècle, hôpital d'hospitaliers puis pensionnat de sœurs du Sacré-Cœur-de-Jésus et de Marie[35]
- Tours : maison de l'Aumône Saint-Martin, XVe siècle, puis hôtel, restauré, propriété privée[36]
- Morthemer : aumônerie, XVe siècle, propriété privée[37]
- Villejésus : aumônerie, lieu-dit le Redour, détruite[38]
- Viviers : maison de l'Aumône, XVe siècle, quartier du château, détruite[39]

## Toponymes

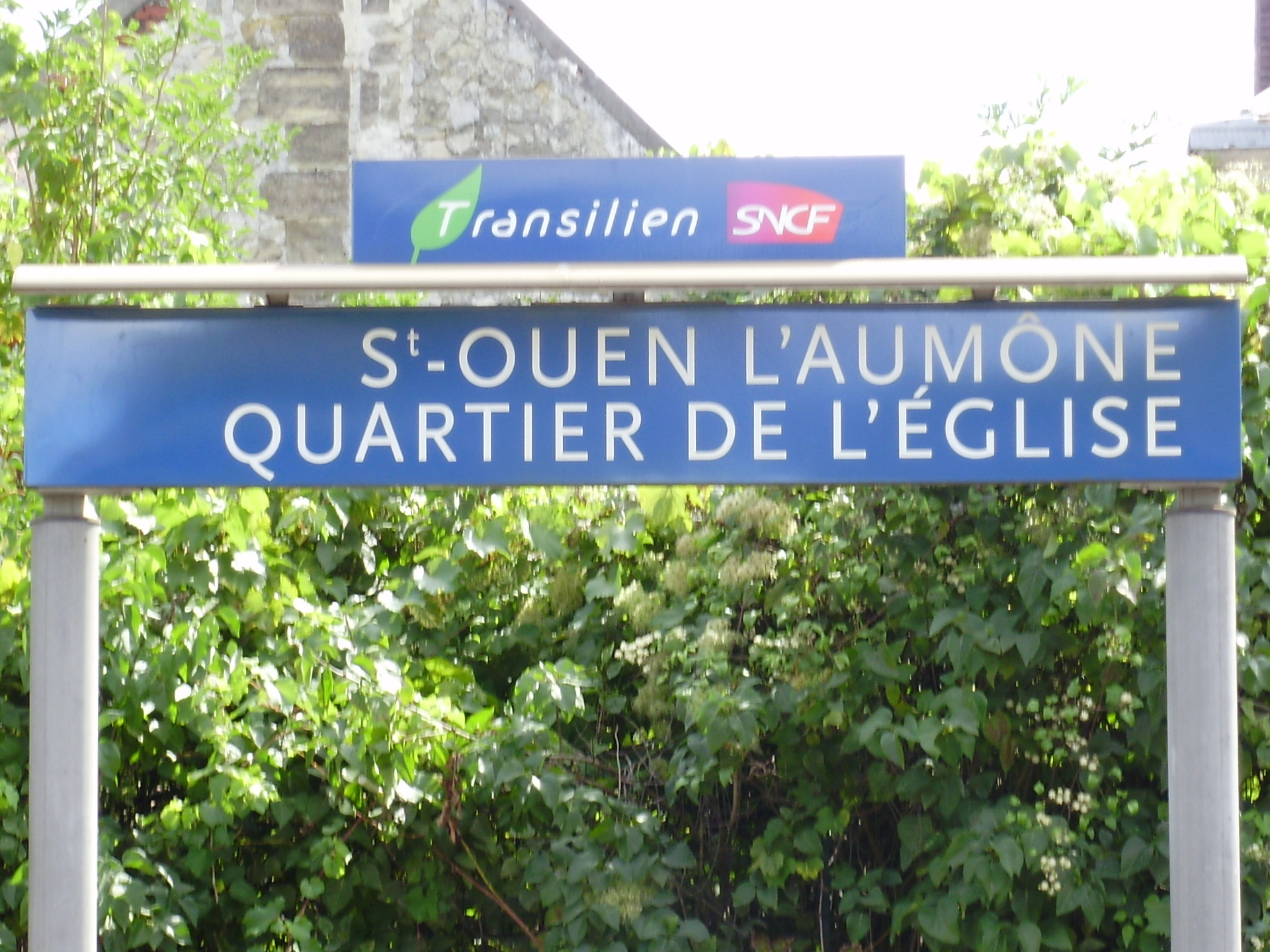
Panneau signalétique de la gare de Saint-Ouen-l'Aumône-Quartier de l'Église.

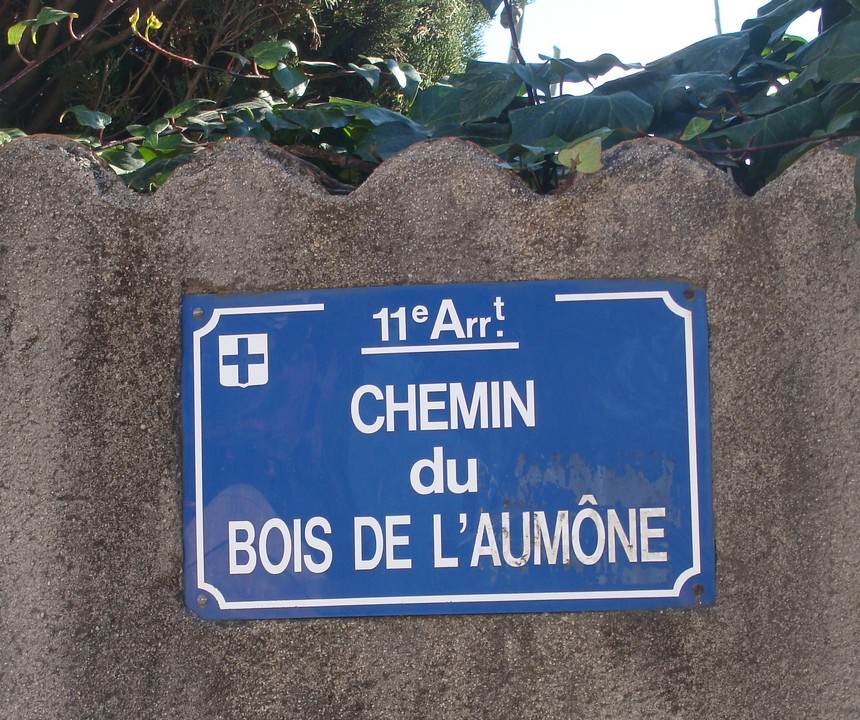
Plaque de rue à l'entrée du chemin de l'Aumône, petite route menant du village d'Éoures vers une zone boisée dite « Bois de l'Aumône », dans le 11e arrondissement de Marseille.

- Île l'Aumône : île de la Seine entre Mantes-la-Jolie et Limay
- Saint-Ouen-l'Aumône : commune du Val-d'Oise en région Île-de-France[40]
- Aurillac : rue Fontaine-de-l'Aumône[41]
- Béthines : lieu-dit l'Aumône[42]
- Caen : rue de l'Aumônerie[43]
- Chancé : lieu-dit l'Aumône[44]
- Chauvigny : rue du Faubourg de l'Aumônerie[45]
- Cherrueix : lieu-dit l'Aumône[46]
- Clairoix : lieu-dit le Bas-à-l'Aumône[47]
- Évran : lieu-dit l'Aumône[48]
- Jarnac : rue de l'Aumônerie[49]
- Longué-Jumelles : rue de l'Aumonerie[50]
- Oudalle : lieu-dit l'Aumône[51]
- Saint-Hymer : manoir de l'Aumône[52]
- Valdivienne : rue de l'Aumônerie[53]
- Villorceau : lieu-dit l'Aumône[54]

- Île l'Aumône : île de la Seine entre Mantes-la-Jolie et Limay
- Saint-Ouen-l'Aumône : commune du Val-d'Oise en région Île-de-France[40]
- Aurillac : rue Fontaine-de-l'Aumône[41]
- Béthines : lieu-dit l'Aumône[42]
- Caen : rue de l'Aumônerie[43]
- Chancé : lieu-dit l'Aumône[44]
- Chauvigny : rue du Faubourg de l'Aumônerie[45]

- Cherrueix : lieu-dit l'Aumône[46]
- Clairoix : lieu-dit le Bas-à-l'Aumône[47]
- Évran : lieu-dit l'Aumône[48]
- Jarnac : rue de l'Aumônerie[49]
- Longué-Jumelles : rue de l'Aumonerie[50]
- Oudalle : lieu-dit l'Aumône[51]
- Saint-Hymer : manoir de l'Aumône[52]
- Valdivienne : rue de l'Aumônerie[53]
- Villorceau : lieu-dit l'Aumône[54]